# Orquesta La Palabra
Das Orquesta La Palabra ist eine kubanische Salsaband, die nach dem Bandleader La Palabra, eigentlich Rodolfo M. Foster aus Caimanera, Kuba, benannt wurde. La Palabra wird auch als „Abuelo de Salsa Erótica“ (span. ‚Großvater der Salsa Erótica‘) bezeichnet. Die afrokubanische Gruppe gilt mit als stilgebend für den Salsa Romántica mit Latin-Jazz-Elementen.

## Werdegang
La Palabra wurde in der Küstenstadt Caimanera auf Kuba geboren und wuchs unter dem Einfluss kubanischer Salsabands wie Orquesta Aragón, Estrellas Cubanas Orquesta, Pello el Afrokan mit Pedro Izquierdo, Tataguini und Chapotin mit den unterschiedlichsten Musikrichtungen wie Charanga, Son, Danzón, Cha-Cha-Cha, Bolero, Bolero-Chá, Rumba, Sipisón, El Mozambique, Paca, Joropo, Changui, Mozan-Cha, Guaguanco und Frühformen des Latin Jazz auf. Schon in früher Kindheit gewann La Palabra einen Amateurwettbewerb für ein selbstgeschriebenes Musical und erhielt ein Stipendium für eine Musikschule in Havanna.
Nach der kubanischen Revolution erhielt seine Familie 1966 das Ausreisevisum für die USA und wanderte nach New York City aus. Dort führte La Palabra seine Musikkarriere fort und spielte für das Sextett Lalo y La New Yorkina. Mit dem Titel Rompe Tu Pared, gesungen von Hector Casanova, hatten sie ihren ersten Erfolg. 1968 zog die Familie nach Detroit um, wo La Palabra die Cooley High School besuchte. 1974 beendete La Palabra die High School und spielte im El Sol Supper Club. 1979 zog La Palabra nach Los Angeles um und verdiente sich dort bei Gelegenheitsgigs als Klavierspieler in Nachtclubs seinen Unterhalt.
Als die spanischsprachigen Balladensänger Roberto Carlos and Emanuel mit Songs wie Cama y Mesa und Todo Se Derrumbo großen Erfolg hatten, ließ sich La Palabra inspirieren und kombinierte afrokubanische Rhythmen mit moderner US-amerikanischer Popmusik, außerdem hochenergetischen Salsa mit Balladen. 1979 traf La Palabra auf Jesús „El Niño“ Alejandro Perez und bildete mit ihm das Orquesta Versalles, welche als Pioniere der Salsamusiker an der Westküste galten. Sie spielten in Nightclubs wie Club Candilejas in Los Angeles, Club Riviera in Eagle Rock und dem Marina Hotel in Las Vegas. Ihre größten Hits hatten sie mit Me Voy Pa’ Puerto Rico und Todo Se Derrumbo. Joni Figueras wollte mit den beiden Musikern das Projekt Ballada en Salsa/Salsa Romántica produzieren. La Palabra weigerte sich jedoch mit Joni Figueras eine langfristige Geschäftsbeziehung einzugehen, da er bereits Verträge mit Stevie Wonder und Phoenix Rising hatte. 1982 verließ Stevie Wonder das Phoenix Rising Projekt.
1985 gründete La Palabra, welcher bis zu diesem Zeitpunkt unter dem Namen Fito Foster arbeitete, jetzt aber offiziell La Palabra genannt wurde, die Gruppe Sensation 85 aus ehemaligen Mitgliedern des Orquesta Versalles. Sensation 85 war sehr erfolgreich in den Dance Clubs Miamis wie Riviera Lounge (später umbenannt in Club Capri), Papa Grande (später Big Daddy’s), Maxim’s Supper Club, Copacabana und Salsa 2000. Nachdem Newcomer der Salsa Erótica lukrative Plattenverträge erhielten und sich der Wettbewerb verstärkte, kehrte La Palabra desillusioniert nach Los Angeles zurück, bis er 1999 sein Comeback feierte. Er gründete Orquesta La Palabra mit George „Babaloo“ Balmaseda und Angelo Pagan als Sänger. In Los Angeles nahmen sie das erste Album On Fire auf. Ihr größter Hit wurde der Song Lady, der auf Anhieb ein Nummer-eins-Hit wurde und in den USA, Lateinamerika, Europa, Asien und Israel sehr erfolgreich war.
Auch das 2003 von Tornillo Records aufgenommene Album Breakthrough wurde ein sehr großer Erfolg, der Titel El Tun Tun de Tu Corazon hielt zwölf Wochen lang den Platz eins der kolumbianischen Radio Charts. Orquesta Palabra tourte durch Lateinamerika und Europa und hatte 2008 einen Auftritt bei den Olympischen Spielen in Peking. Außerdem gaben sie Konzerte im Grand Millennium Hotel, China Doll Nightclub, Susie Wong Nightclub, Block 8 Nightclub, dem International Salsa Festival und dem Salsa Kongress von 2008. 2009 kehrte Orquesta Palabra mit dem Album Musicholic zu seinen afrokubanischen Wurzeln zurück.

## Diskografie
- On Fire (2001)
- Breakthrough (2003)